# Popovičský vrch
Popovičský vrch är en kulle i Tjeckien.   Den ligger i regionen Ústí nad Labem, i den norra delen av landet, 80 km norr om huvudstaden Prag. Toppen på Popovičský vrch är 527 meter över havet, eller 142 meter över den omgivande terrängen. Bredden vid basen är 4,0 km. Popovičský vrch ingår i Děčínská vrchovina.
Terrängen runt Popovičský vrch är huvudsakligen kuperad, men österut är den platt.Runt Popovičský vrch är det ganska tätbefolkat, med 58 invånare per kvadratkilometer. Närmaste större samhälle är Děčín, 5,1 km väster om Popovičský vrch. Omgivningarna runt Popovičský vrch är en mosaik av jordbruksmark och naturlig växtlighet.